# Ober Ost

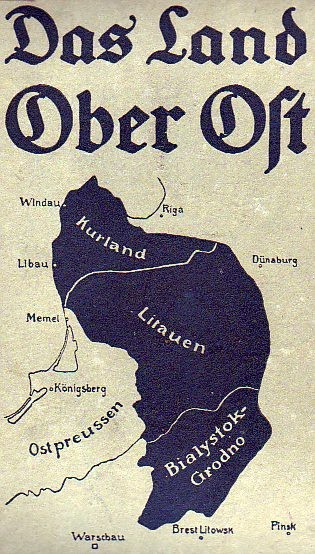
Ober Ost

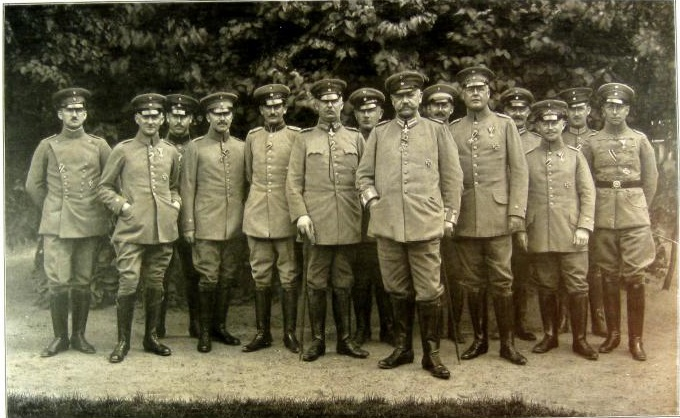
Stab des Ober Ost. Mittig im Vordergrund Paul von Hindenburg, links von diesem mit Spazierstock Erich Ludendorff (Foto vor dem 20. August 1915)

Das Gebiet des Oberbefehlshabers Ost, abgekürzt (Land) Ober Ost oder Ob. Ost, war das von November 1915 bis Juli 1918 vom Generalstab des Oberbefehlshabers Ost verwaltete deutsche Besatzungsgebiet an der Ostfront des Ersten Weltkriegs. Es erstreckte sich mit einer Fläche von rund 108.808 km² über Kurland (lettisch Kurzeme), ein historisches Gebiet des heutigen Lettlands, Litauen, einige damals noch überwiegend litauische, jetzt polnische Distrikte wie Augustow und Suwalki und die westlichen Distrikte Weißrusslands.

## Oberbefehlshaber Ost
Im November 1914 erhielt Paul von Hindenburg mit seinem Stabschef Erich Ludendorff das Oberkommando über alle deutschen Truppen der Ostfront. Dazu gehörte allerdings nicht die im Frühjahr 1915 aufgestellte Heeresgruppe Mackensen, die nominell der k.u.k. Heeresleitung unterstand. Als Hindenburg und Ludendorff am 29. August 1916 die Oberste Heeresleitung übernahmen, wurde Prinz Leopold von Bayern zum Oberbefehlshaber Ost ernannt. Die eigentlich bestimmende Person war der Stabschef Max Hoffmann.

## Verwaltungsstruktur

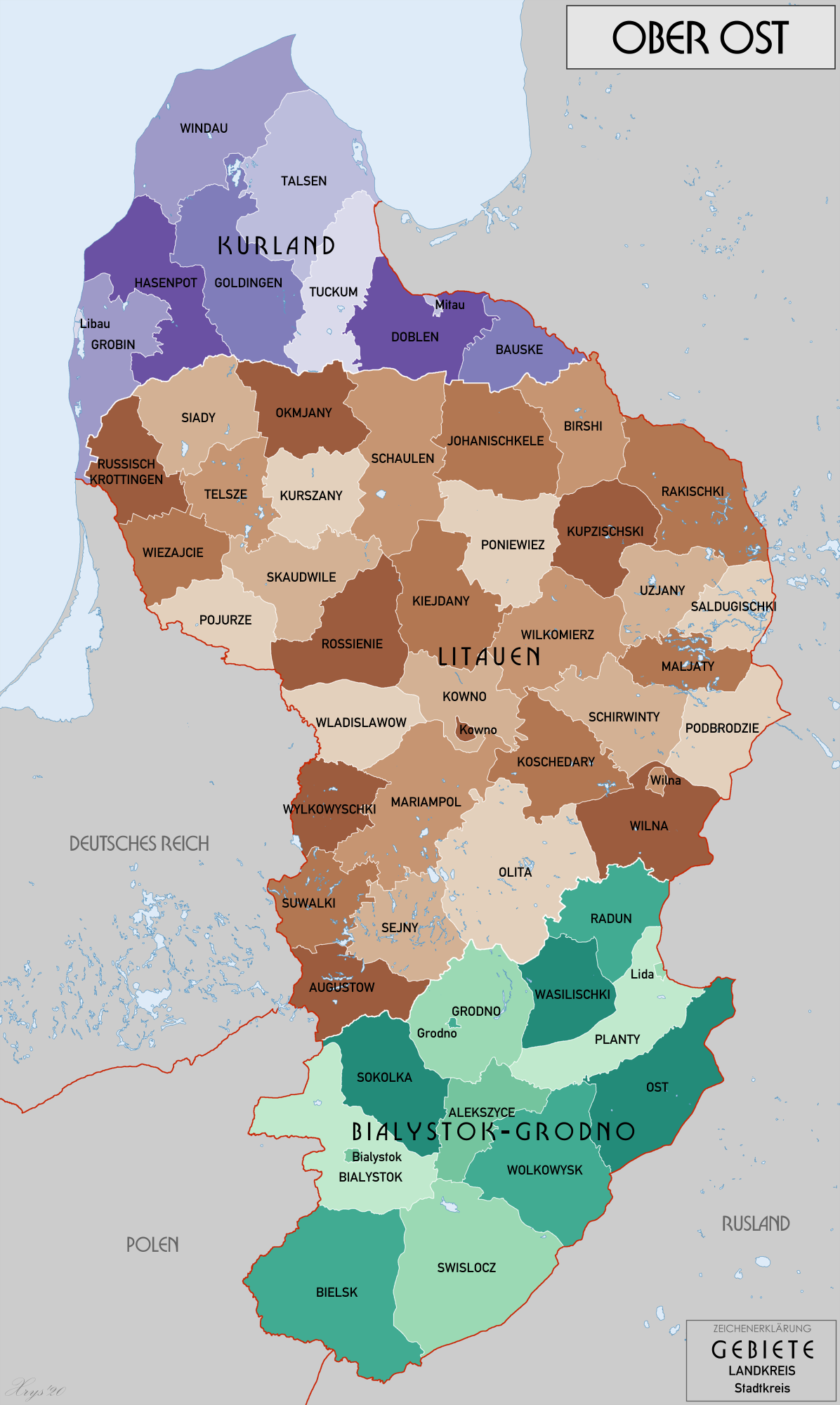
Verwaltungskarte von Ober Ost, 1917

Bis zum Spätsommer 1915 gelang es deutschen und österreichisch-ungarischen Truppen, die russische Armee aus Polen, fast ganz Kurland und Litauen zurückzudrängen („Großer Rückzug“). Die Mittelmächte bildeten in Polen ein k. u. k. Generalgouvernement Lublin und ein deutsches Generalgouvernement Warschau, die jeweils unter Zivilverwaltung gestellt wurden, während das nordöstlich davon gebildete Territorium Ober Ost unter die Militärverwaltung eines deutschen Oberbefehlshabers kam.
Die Verwaltung dieses neu eroberten Gebietes mit einer Bevölkerungszahl von etwa drei Millionen Menschen von ethnischer und religiöser Vielfalt gestaltete sich schwierig. Auf deutscher Seite lagen zudem kaum konkrete Pläne zur Besatzung vor. Erst die im Jahre 1916 erlassene Verwaltungsordnung teilte Ober Ost in sechs Verwaltungsbezirke ein. Dabei fanden die ethnographischen Grenzen der dort lebenden Volksgruppen keine Berücksichtigung. Auch hierin wurde der rein militärische Charakter der Besatzung sichtbar. Man findet deshalb auch die Bezeichnung Militärstaat Ober Ost. Fast alle Mitarbeiter der Verwaltung gehörten dem Militär an.
6 Verwaltungsbezirke:
- Kurland
- Kowno-Litauen
- Suwalki
- Wilna
- Bialystok
- Grodno

Ab März 1917:
- Kurland
- Litauen
- Bialystok-Grodno

## Besatzungspolitik

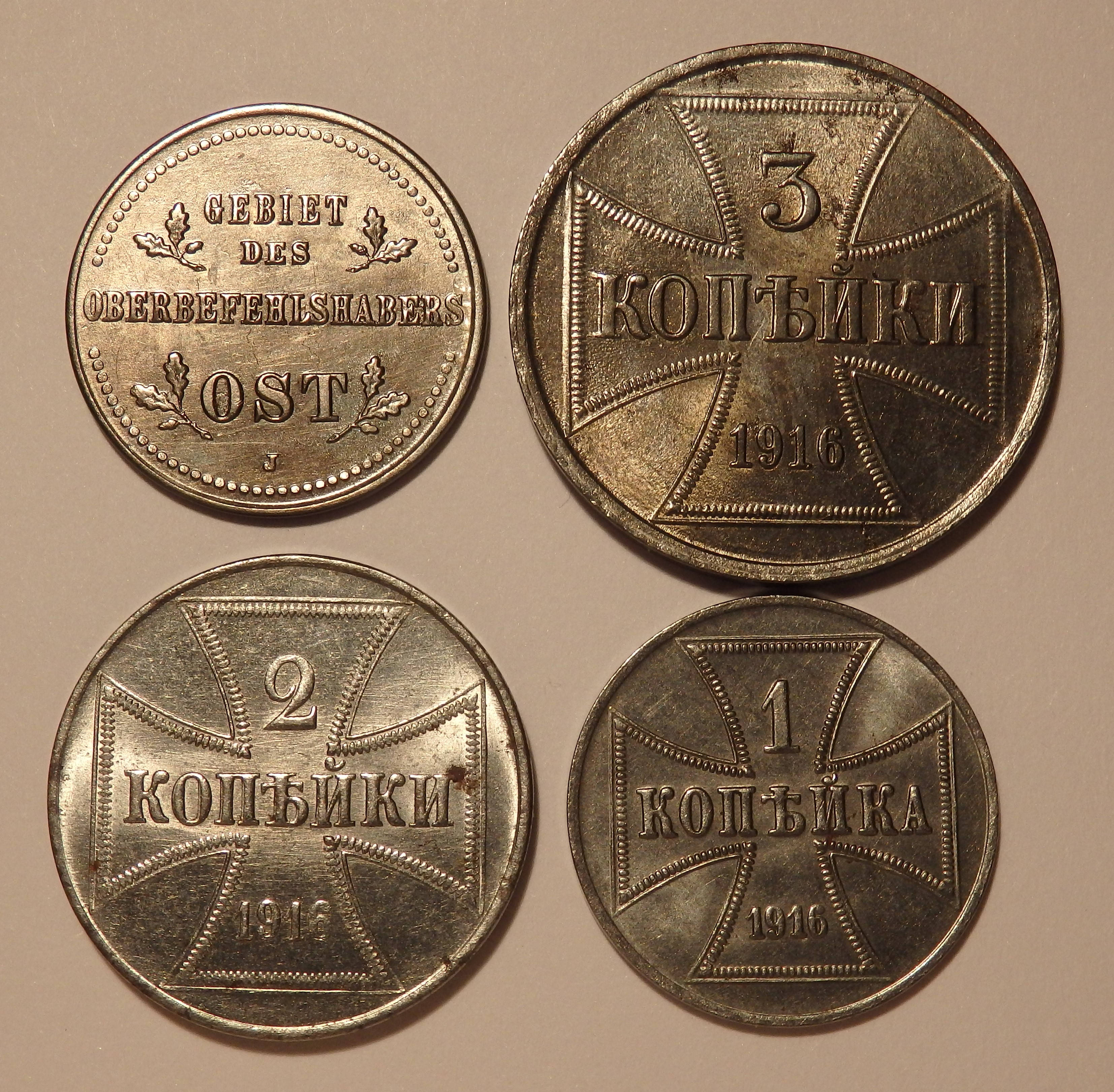
Rückseite 1 Kopeken-Münze, Wertseiten 3, 2 und 1 Kopeke in Eisen, 1916 in der Besatzungszone ausgegeben

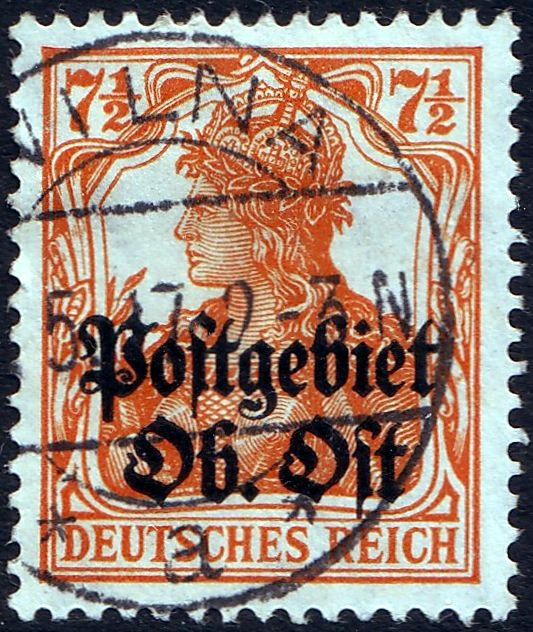
Briefmarke des Postgebiets des Oberbefehlshabers Ost, gestempelt in Wilna (das heutige Vilnius)

Die Militärverwaltung verfolgte im Rahmen der deutschen Randstaatenpolitik eine dreifache Strategie: Zuerst sollten dem Gebiet eigene, deutsche Regeln und eine ebensolche Ordnung aufgezwungen werden. Anschließend plante Ludendorff, das Land und die Bevölkerung durch Zwangsarbeit auszubeuten. Die dritte und letzte Stufe sollte die Inbesitznahme und Neubesiedelung des Landes nach einem Plan von Erich Keup sein.
Die Verwaltung der Besatzungsmacht beherrschte umfassend Handel und Gewerbe, größere Landgüter und die Finanzen. Sie wurde daher schnell zu einem gewichtigen wirtschaftlichen Faktor mit beträchtlichem industriellem Kapital und entsprechender Selbständigkeit. Eines ihrer Hauptziele war die intensive wirtschaftliche Ausbeutung des Landes, aber auch der menschlichen Ressourcen. Gewaltsame Requisitionen von Ernteerträgen und Vieh, aber auch die Zwangsrekrutierung von Arbeitern für die Zwangsarbeit in der deutschen Industrie, in Bergwerken und in der Landwirtschaft waren üblich. Eine in Kaunas eingerichtete Zentralverwaltung sorgte dafür, dass im Militärstaat Ober Ost die Interessen des Heeres denen der Politik vorangingen.
Mit dem Wiederaufbau der beim russischen Rückzug zerstörten Verkehrsinfrastruktur, insbesondere des Eisenbahnnetzes, versuchte die Militärverwaltung, die Kontrolle über sämtliche Waren- und Personenströme zu erreichen und diese zu erfassen. Am Ende waren die Ambitionen der Verkehrspolitik so illusionär, dass ein Scheitern vorprogrammiert war. Dies lag auch daran, dass die Verwaltung gegensätzliche Ziele verfolgte. Es standen sich totale militärische Sicherheit (beziehungsweise Kontrolle) und der Versuch der wirtschaftlichen Belebung gegenüber. Letztendlich wurde keines der beiden Ziele erreicht.
Trotz der knappen Ressourcen während des Krieges verfolgte Ober Ost eine umfassende Kulturarbeit. Diese zielte auf eine Disziplinierung und Manipulation der Bevölkerungsgruppen ab. Deutsche Soldaten und Offiziere im Land spielten die Rolle der Organisatoren. Die Einheimischen sollten lediglich die Ausführenden der sogenannten Deutschen Arbeit sein. Die Publikation von Zeitungen unter strenger Zensur, Schulpolitik, Theater und Ausstellungen zur Archäologie, Geschichte und Religion bildeten hierbei die Schwerpunkte der deutschen Anstrengungen. Für das Gebiet Ober Ost wurden auch eine eigene Währung Oberost-Mark oder Ost-Mark und den Ost-Rubel (die das Kriegsende überdauerten) sowie eigene Aufdruck-Briefmarken herausgegeben und dort verwendet. Als Münzen wurden 1, 2 und 3 Kopekenstücke aus Eisen mit der Jahreszahl 1916 geprägt. Die Währungsbezeichnung auf der Wertseite war in russischer Schrift in einem eisernen Kreuz, die andere Seite auf Deutsch mit den Worten „Gebiet des Oberbefehlshabers Ost“ beschriftet.
Der Friedensvertrag von Brest-Litowsk führte 1918 zu einer Neuordnung des Baltikums.

## Von „Ober Ost“ zum „Generalplan Ost“
Der US-amerikanische Historiker Vejas Gabriel Liulevicius richtet in seinem Buch War Land on the Eastern Front (2000) (deutsch Kriegsland im Osten, 2002) das Augenmerk auf den von der Historiographie bis dahin kaum beachteten Krieg im Osten. Bert Hoppe hebt in einer Rezension zu Liulevicius hervor, dass „er es schafft, die Ursachen für den Wandel des Bildes, das sich die Deutschen vom Osten machten, zu analysieren und die Verbindungslinien zwischen den Vorstellungen der Militärverwaltung von Oberost und denen der späteren NS-Elite nachzuzeichnen. Auf diese Weise gelingt es ihm, die in den Erfahrungen während des Ersten Weltkrieges liegende Grundlage für die während des Zweiten Weltkrieges im ‚Generalplan Ost‘ gipfelnden Pläne aufzuzeigen, die in der Diskussion um die Rolle der Historiker als ‚Vordenker der Vernichtung‘ kaum erwähnt wurden“.
Nach Liulevicius und Peter Hoeres bestand in der Wahrnehmung der Kriegsgegner durch Österreicher und Deutsche eine klare Hierarchie. Slawen galten als dumpf, schmutzig, unselbständig und faul, während Briten und Franzosen, trotz ihrer angenommenen Degeneration, als gleichwertig angesehen wurden. Das schon vor Kriegsbeginn vorherrschende Bild des armen, verwahrlosten und kulturlosen Ostens fanden die Soldaten der Mittelmächte mit dem Einmarsch in Russland bestätigt. Zentrale Erfahrungen waren Schmutz, grenzenlose Weite und ein unübersichtliches Gemisch von Ethnien. Von der deutschen Militärverwaltung gefördert, griff die Vorstellung um sich, die eigene Bevölkerung mit einem Bollwerk vor dem empfundenen Chaos zu schützen und gleichzeitig den Osten kulturell zu missionieren. Hoeres betont freilich, dass die Slawen- und Ostperzeption des Ersten Weltkrieges kaum mit dem Vernichtungskrieg im Osten seit 1939 zu vergleichen sei, da nun die Bedrohung durch den Bolschewismus, die Vorstellung vom Untermenschentum und der radikale Antisemitismus eine entscheidende Rolle gespielt hätten.
Nach dem Ersten Weltkrieg war Rüdiger von der Goltz auf eine Vortragsreise über „Finnland, Baltikumfeldzug und Ostfragen“ gegangen. In München gehörte Heinrich Himmler als Student der Agronomie zu den Zuhörern und trug am 21. November 1921 in sein Tagebuch ein: „Das weiß ich bestimmter jetzt als je, wenn im Osten wieder ein Feldzug ist, so gehe ich mit. Der Osten ist das Wichtigste für uns. Der Westen stirbt leicht. Im Osten müssen wir kämpfen und siedeln.“
Hitler verwendete in seinem Geheimerlass vom 7. Oktober 1939 zur „Festigung deutschen Volkstums“ den Begriff „Ober Ost“ für die besetzten polnischen Gebiete. In Abschnitt II heißt es: „In den besetzten ehemals polnischen Gebieten führt der Verwaltungschef Ober-Ost die dem Reichsführer SS übertragenen Aufgaben nach dessen allgemeinen Anordnungen aus. Der Verwaltungschef Ober-Ost und die nachgeordneten Verwaltungschefs der Militärbezirke tragen für die Durchführung die Verantwortung.“ Am 21. Juli 1940 wurde der Stab Ober Ost in den des „Militärbefehlshabers im Generalgouvernement“ (MiG) umgewandelt.
Der als Reichskommissar für das Reichskommissariat Ostland tätige Hinrich Lohse ließ in seinem Hauptquartier in Riga zur Erstellung von Atlanten und Statistiken die Informationsmaterialien von „Ober Ost“ heranziehen. Einige seiner Mitarbeiter hatten schon im Ersten Weltkrieg oder nach seinem Ende dort gearbeitet und sorgten für personelle Kontinuität.

## Film
- Herrenmenschen für den Kaiser: „Ober Ost“ – Die vergessene Kolonie. Dokumentation, Deutschland 2016, 52 min., Buch: Hartmut Kasper, Regie: Jonas Niewianda und André Schäfer.